# 斯卡昆卡河
斯卡昆卡河（烏克蘭語：Скакунка），是烏克蘭的河流，位於該國西南部，屬於索布河的右支流，發源自亞先基，流經文尼察州，河道全長12公里，流域面積54.2平方公里。

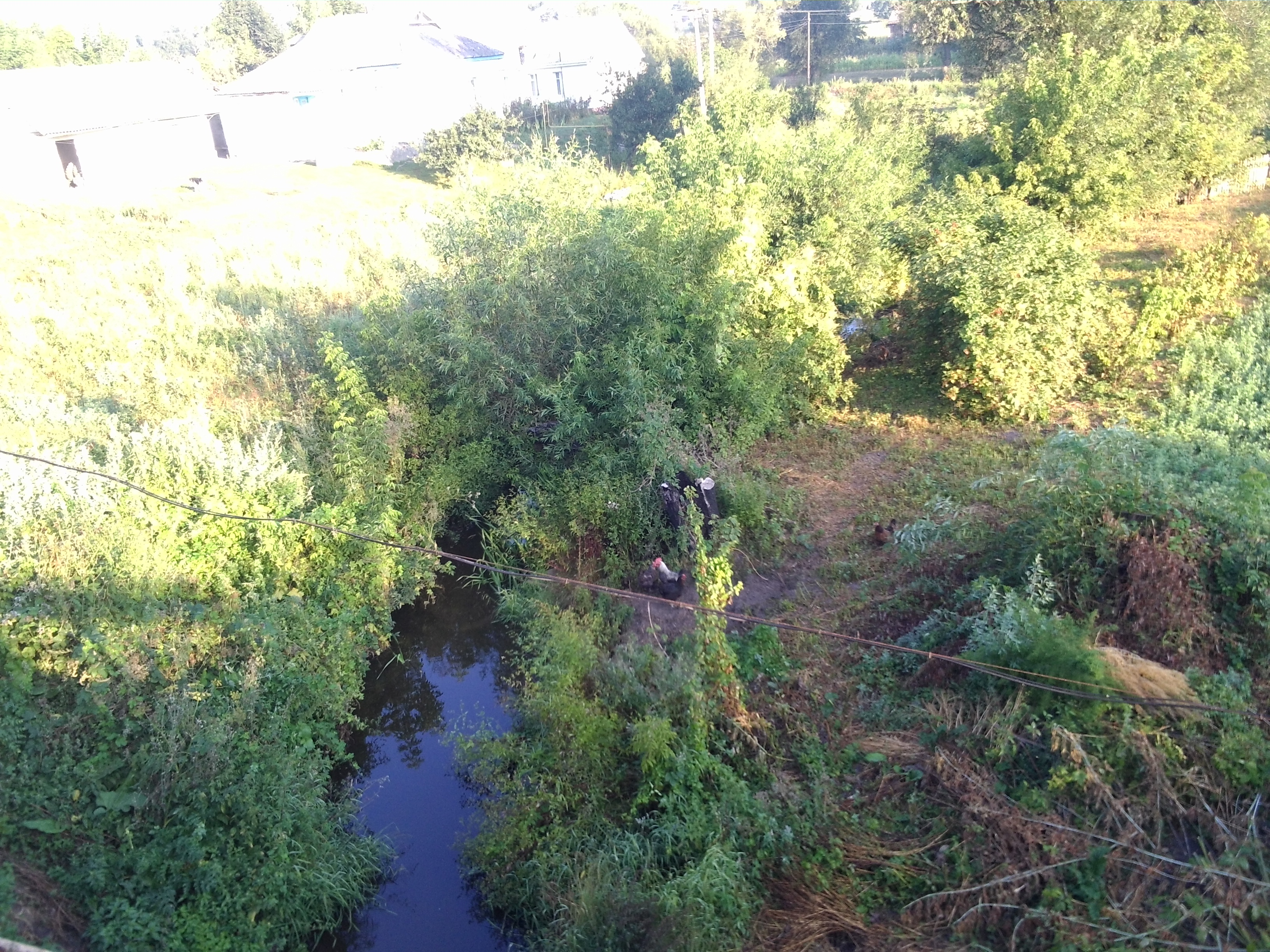
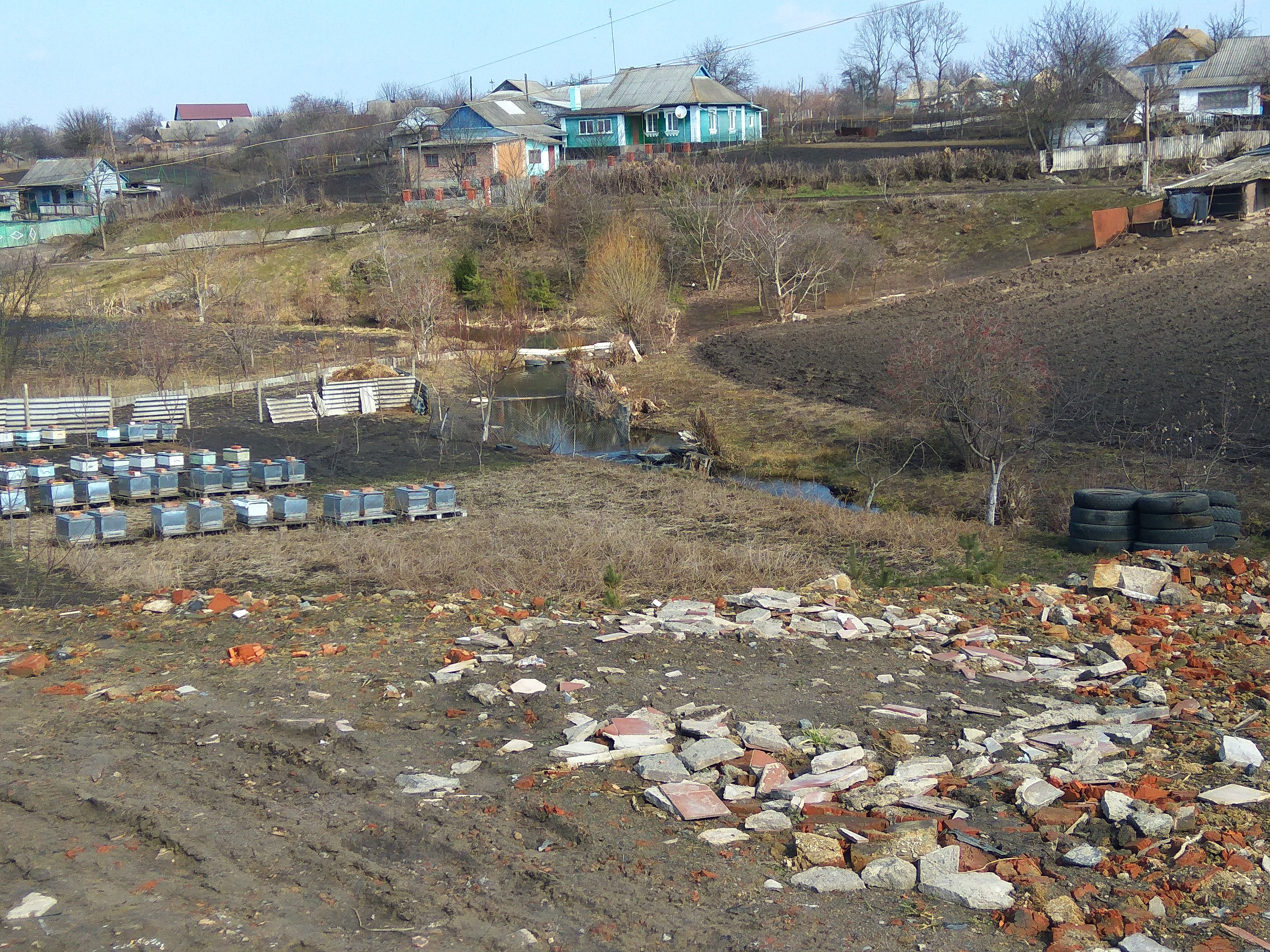